# العلاقات الأردنية اليمنية
العلاقات الأردنية اليمنية هي العلاقات الثنائية التي تجمع بين الأردن واليمن.

## مقارنة بين البلدين
هذه مقارنة عامة ومرجعية للدولتين:
| وجه المقارنة                                              | الأردن                   | اليمن         |
| --------------------------------------------------------- | ------------------------ | ------------- |
| المساحة (كم2)                                             | 89.34 ألف                | 555.00 ألف    |
| عدد السكان (نسمة)                                         | 9.81 مليون               | 28.25 مليون   |
| الكثافة السكانية (ن./كم²)                                 | 109.81                   | 50.9          |
| العاصمة                                                   | عمان                     | صنعاء، عدن    |
| اللغة الرسمية                                             | اللغة العربية            | اللغة العربية |
| العملة                                                    | دينار أردني              | ريال يمني     |
| الناتج المحلي الإجمالي (بليون دولار)                      | 40.07 مليار              | 18.21 مليار   |
| الناتج المحلي الإجمالي (تعادل القوة الشرائية) بليون دولار | 82.80 مليار              | 75.69 مليار   |
| الناتج المحلي الإجمالي الاسمي للفرد دولار أمريكي          | 4.94 ألف                 | 1.41 ألف      |
| الناتج المحلي الإجمالي للفرد دولار أمريكي                 | 12.05 ألف                |               |
| مؤشر التنمية البشرية                                      | 0.748                    | 0.498         |
| رمز المكالمات الدولي                                      | +962                     | +967          |
| رمز الإنترنت                                              | .jo                      | .ye           |
| المنطقة الزمنية                                           | ت ع م+02:00، ت ع م+03:00 | ت ع م+03:00   |

## مدن متوأمة
في ما يلي قائمة باتفاقيات التوأمة بين مدن أردنية ويمنية:
- ترتبط عمان مع صنعاء باتفاقية توأمة منذ 2004.[15][15][16][16]

## منظمات دولية مشتركة
يشترك البلدان في عضوية مجموعة من المنظمات الدولية، منها:
| علم المنظمة | اسم المنظمة                                                | تاريخ انضمام الأردن | تاريخ انضمام اليمن |
| ----------- | ---------------------------------------------------------- | ------------------- | ------------------ |
|             | مؤسسة التنمية الدولية                                      | 4 أكتوبر 1960       | 22 مايو 1970       |
|             | الأمم المتحدة                                              | 14 ديسمبر 1955      | 30 سبتمبر 1947     |
|             | منظمة التعاون الإسلامي                                     | ?                   | ?                  |
|             | الصندوق العربي للإنماء الاقتصادي والاجتماعي                | ?                   | ?                  |
|             | وكالة ضمان الاستثمار متعدد الأطراف                         | 12 أبريل 1988       | 12 مارس 1996       |
|             | صندوق النقد العربي                                         | ?                   | ?                  |
|             | العملية المشتركة للاتحاد الأفريقي والأمم المتحدة في دارفور | ?                   | ?                  |
|             | منظمة الشرطة الجنائية الدولية                              | ?                   | ?                  |
|             | المركز الدولي لتسوية المنازعات الاستشارية                  | 29 نوفمبر 1972      | 20 نوفمبر 2004     |
|             | الاتحاد الدولي للاتصالات                                   | 20 مايو 1947        | 1931               |
|             | البنك الدولي للإنشاء والتعمير                              | 29 أغسطس 1952       | 3 أكتوبر 1969      |
|             | الاتحاد البريدي العالمي                                    | ?                   | ?                  |
|             | منظمة حظر الأسلحة الكيميائية                               | ?                   | ?                  |
|             | مؤسسة التمويل الدولية                                      | 20 يوليو 1956       | 22 مايو 1970       |
|             | جامعة الدول العربية                                        | 25 مايو 1946        | 5 مايو 1945        |
|             | يونسكو                                                     | 14 يونيو 1950       | 2 أبريل 1962       |

## وصلات خارجية
- موقع وزارة الخارجية الأردنية